# Igor Koroljov
Igor Borisovič Koroljov (rusky Игорь Борисович Королёв, * 6. září 1970 v Moskvě, SSSR – 7. září 2011, Jaroslavl, Rusko) byl ruský hokejový útočník, který působil i v NHL.
V roce 2011 zahynul při letecké havárii klubu Lokomotiv Jaroslavl, u kterého působil jako asistent trenéra.

## Reprezentace
Koroljov reprezentoval Sovětský svaz na mistrovství Evropy do 18 let 1988 v Československu, kde vybojoval se spoluhráči bronz.
V dospělém národním týmu debutoval 14. srpna 1991 ve Västeråsu proti domácímu Švédsku (4:3). Hrál na Kanadském poháru 1991 (6. místo). Na mistrovství světa 1992 v Československu reprezentoval Rusko (5. místo).

### Reprezentační statistiky
| 1988 | SSSR 18 | ME 18 | 6 | 3 | 2 | 5 | 2 |
| 1991 | SSSR    | KP    | 5 | 0 | 0 | 0 | 0 |
| 1992 | Rusko   | MS    | 6 | 2 | 1 | 3 | 2 |

## Kariéra
Odchovanec moskevského Dynama poprvé nastoupil v sovětské lize v jednom utkání sezony 1988/89. V Dynamu působil do roku 1992, kdy po úvodu nové sezony zamířil do St. Louis Blues, celku NHL, který ho téhož roku draftoval. V St. Louis působil dva roky. Sezona 1994/95 začala se zpožděním kvůli sporům majitelů klubů NHL a hráčskými odbory. Igor úvod sezony strávil v mateřském Dynamu a po zahájení NHL nastupoval za Winnipeg Jets. V roce 1996 se Jets i s Koroljovem přesunuli do Phoenixu, kde klub dodnes působí pod názvem Coyotes.
V roce 1997 přestoupil do Toronto Maple Leafs, v jehož celku strávil čtyři roky. V letech 2001–2004 hrál za Chicago Blackhawks, poté se vrátil do ruské superligy. V ní a nástupnické KHL oblékal dresy klubů Metallurg Magnitogorsk (2005–2008, mistr ligy 2006/07), Atlant Mytišči (2008/09) a Lokomotiv Jaroslavl (2004/05 a 2009/10).
V létě 2011 nastoupil na post asistenta trenéra v Jaroslavli, což se mu stalo osudným (viz výše).

## Statistika
- Debut v NHL (a zároveň první bod) – 6. října 1992 (ST. LOUIS BLUES – Minnesota North Stars)
- První gól v NHL – 17. října 1992 (Quebec Nordiques – ST. LOUIS BLUES)

| Sezona     | Klub                   | Soutěž     | Základní část | Základní část | Základní část | Základní část | Základní část | Play off | Play off | Play off | Play off | Play off |
| Sezona     | Klub                   | Soutěž     | Z             | G             | A             | B             | TM            | Z        | G        | A        | B        | TM       |
| ---------- | ---------------------- | ---------- | ------------- | ------------- | ------------- | ------------- | ------------- | -------- | -------- | -------- | -------- | -------- |
| 1988/89    | HC Dynamo Moskva       | SSSR       | 1             | 0             | 0             | 0             | 2             | —        | —        | —        | —        | —        |
| 1989/90    | HC Dynamo Moskva       | SSSR       | 17            | 3             | 2             | 5             | 2             | —        | —        | —        | —        | —        |
| 1990/91    | HC Dynamo Moskva       | SSSR       | 38            | 12            | 4             | 16            | 12            | —        | —        | —        | —        | —        |
| 1991/92    | HC Dynamo Moskva       | Rusko      | 33            | 12            | 8             | 20            | 10            | —        | —        | —        | —        | —        |
| 1992/93    | HC Dynamo Moskva       | Rusko      | 5             | 1             | 2             | 3             | 4             | —        | —        | —        | —        | —        |
| 1992/93    | St. Louis Blues        | NHL        | 74            | 4             | 23            | 27            | 20            | 3        | 0        | 0        | 0        | 0        |
| 1993/94    | St. Louis Blues        | NHL        | 73            | 6             | 10            | 16            | 40            | 2        | 0        | 0        | 0        | 0        |
| 1994/95    | HC Dynamo Moskva       | Rusko      | 13            | 4             | 6             | 10            | 18            | —        | —        | —        | —        | —        |
| 1994/95    | Winnipeg Jets          | NHL        | 45            | 8             | 22            | 30            | 10            | —        | —        | —        | —        | —        |
| 1995/96    | Winnipeg Jets          | NHL        | 73            | 22            | 29            | 51            | 42            | 6        | 0        | 3        | 3        | 0        |
| 1996/97    | Phoenix Coyotes        | NHL        | 41            | 3             | 7             | 10            | 28            | 1        | 0        | 0        | 0        | 0        |
| 1996/97    | Michigan K-Wings       | IHL        | 4             | 2             | 2             | 4             | 0             | —        | —        | —        | —        | —        |
| 1996/97    | Phoenix Roadrunners    | IHL        | 4             | 2             | 6             | 8             | 4             | —        | —        | —        | —        | —        |
| 1997/98    | Toronto Maple Leafs    | NHL        | 78            | 17            | 22            | 39            | 22            | —        | —        | —        | —        | —        |
| 1998/99    | Toronto Maple Leafs    | NHL        | 66            | 13            | 34            | 47            | 46            | 1        | 0        | 0        | 0        | 0        |
| 1999/00    | Toronto Maple Leafs    | NHL        | 80            | 20            | 26            | 46            | 22            | 12       | 0        | 4        | 4        | 6        |
| 2000/01    | Toronto Maple Leafs    | NHL        | 73            | 10            | 19            | 29            | 28            | 11       | 0        | 0        | 0        | 0        |
| 2001/02    | Chicago Blackhawks     | NHL        | 82            | 9             | 20            | 29            | 20            | 5        | 0        | 1        | 1        | 0        |
| 2002/03    | Chicago Blackhawks     | NHL        | 48            | 4             | 5             | 9             | 30            | —        | —        | —        | —        | —        |
| 2002/03    | Norfolk Admirals       | AHL        | 14            | 4             | 3             | 7             | 0             | 9        | 2        | 4        | 6        | 4        |
| 2003/04    | Chicago Blackhawks     | NHL        | 62            | 3             | 10            | 13            | 22            | —        | —        | —        | —        | —        |
| 2003/04    | Norfolk Admirals       | AHL        | 10            | 1             | 4             | 5             | 4             | —        | —        | —        | —        | —        |
| 2004/05    | Lokomotiv Jaroslavl    | Rusko      | 60            | 8             | 20            | 28            | 26            | 9        | 1        | 6        | 7        | 2        |
| 2005/06    | Metallurg Magnitogorsk | Rusko      | 51            | 7             | 17            | 24            | 26            | 11       | 0        | 2        | 2        | 4        |
| 2006/07    | Metallurg Magnitogorsk | Rusko      | 54            | 2             | 14            | 16            | 28            | 13       | 4        | 3        | 7        | 8        |
| 2007/08    | Metallurg Magnitogorsk | Rusko      | 57            | 6             | 20            | 26            | 58            | 13       | 5        | 5        | 10       | 10       |
| 2008/09    | Atlant Mytišči         | KHL        | 56            | 7             | 15            | 22            | 46            | 7        | 0        | 1        | 1        | 10       |
| 2009/10    | Lokomotiv Jaroslavl    | KHL        | 48            | 5             | 15            | 20            | 28            | 15       | 0        | 3        | 3        | 4        |
| Celkem NHL | Celkem NHL             | Celkem NHL | 795           | 119           | 227           | 346           | 330           | 41       | 0        | 8        | 8        | 6        |

## Rodina
Koroljov byl ženatý, s manželkou Verou měl dcery Kristinu a Anastazii.